# Sonja Bertram
Sonja Bertram (* 14. September 1984 in Frechen) ist eine deutsche Schauspielerin.

## Leben und Karriere

### Kindheit und Ausbildung
Sonja Bertram wurde als zweites Kind ihrer Eltern in Frechen geboren. Im Alter von sechs Jahren zog sie mit ihrer Familie nach Oberbayern und wuchs dort in Dießen am Ammersee auf. Sie hat zwei Brüder und eine Schwester. Sie sammelt im Jugendalter erste Bühnenerfahrung. Nach ihrem Schulabschluss besuchte Bertram die Berufsfachschule für Musik des Bezirks Mittelfranken in Dinkelsbühl und machte dort einen Abschluss in Ensembleleitung mit dem Schwerpunkt Gesang. Im Anschluss daran studierte Sonja Bertram von 2005 bis 2008 Gesang und Schauspiel an der Hochschule für Musik und Tanz Köln.
Bertram lebt in Berlin.

### Karriere
Ihre erste Rolle im Film erhielt sie im Alter von 14 Jahren als Marie Ziegler im ProSieben-Spielfilm Lieber böser Weihnachtsmann. Danach folgten Gastauftritte in Serien wie Der Landarzt, Unser Charly, Für alle Fälle Stefanie, Um Himmels Willen, Siska, Medicopter 117 – Jedes Leben zählt, Die Rosenheim-Cops, Der letzte Zeuge und SOKO Wismar.
Von Oktober 2010 bis September 2011 verkörperte sie die Rolle der Caroline „Caro“ Eichkamp in der Sat.1-Soap Hand aufs Herz. Von Januar bis Ende Juni 2012 stand sie in Potsdam-Babelsberg für die ZDF-Telenovela Wege zum Glück – Spuren im Sand als Nina Möller vor der Kamera, in der sie diese Rolle ab Folge 16 bis zum Ende der Serie mit Folge 99 durchgängig spielte.

## Filmografie (Auswahl)
- 1998, 2002: Für alle Fälle Stefanie (Folgen: Am Abgrund und Hoffen und Bangen)
- 1999: Lieber böser Weihnachtsmann
- 2000: Ein unmöglicher Mann
- 2000: Bei aller Liebe (Folge: Ich liebe dich) Fernsehserie
- 2001: Der Landarzt (Folge: Maria und Maik)
- 2001: Anwalt Abel (Folge: Zuckerbrot und Peitsche)
- 2001: Unser Charly (Folgen: Das kann nur Charly sein und Reingelegt)
- 2001: Sturmfrei
- 2001: Das Schneeparadies (Fernsehfilm)
- 2003: Um Himmels Willen (Folge: Belagerungszustand)
- 2003: Siska (Folge: Mädchen)
- 2003: Medicopter 117 – Jedes Leben zählt (Folge: Blitzschlag)
- 2006: Bravo TV Fiction
- 2006: Die Rosenheim-Cops (Folge: Auf Eis gelegt)
- 2007: Der letzte Zeuge (Folge: Den Sieg im Blut)
- 2008: Aktenzeichen XY … ungelöst
- 2010: SOKO Wismar (Folge: Spieglein, Spieglein)
- 2010–2011: Hand aufs Herz
- 2012: Wege zum Glück – Spuren im Sand
- 2013: Letzte Spur Berlin
- 2015: Tod den Hippies!! Es lebe der Punk
- 2015: Inga Lindström – Elin und die Anderssons
- 2016: Chaos-Queens: Für jede Lösung ein Problem[2]
- 2017: Das Traumschiff: Tansania
- 2019: Die Rosenheim-Cops: Drei Schwestern und ein Todesfall